# Périssoires (Caillebotte, Rennes)
Pour les articles homonymes, voir Périssoires.
Périssoires est un tableau réalisé par le peintre français Gustave Caillebotte en 1878. Cette huile sur toile représente deux rameurs évoluant sur un cours d'eau en périssoire, le feuillage des arbres formant une voûte végétale au-dessus d'eux. Montrée à la quatrième exposition impressionniste en 1879 à Paris, l'œuvre est aujourd'hui conservée au musée des Beaux-Arts de Rennes, à Rennes.